# Michał Stasiuk

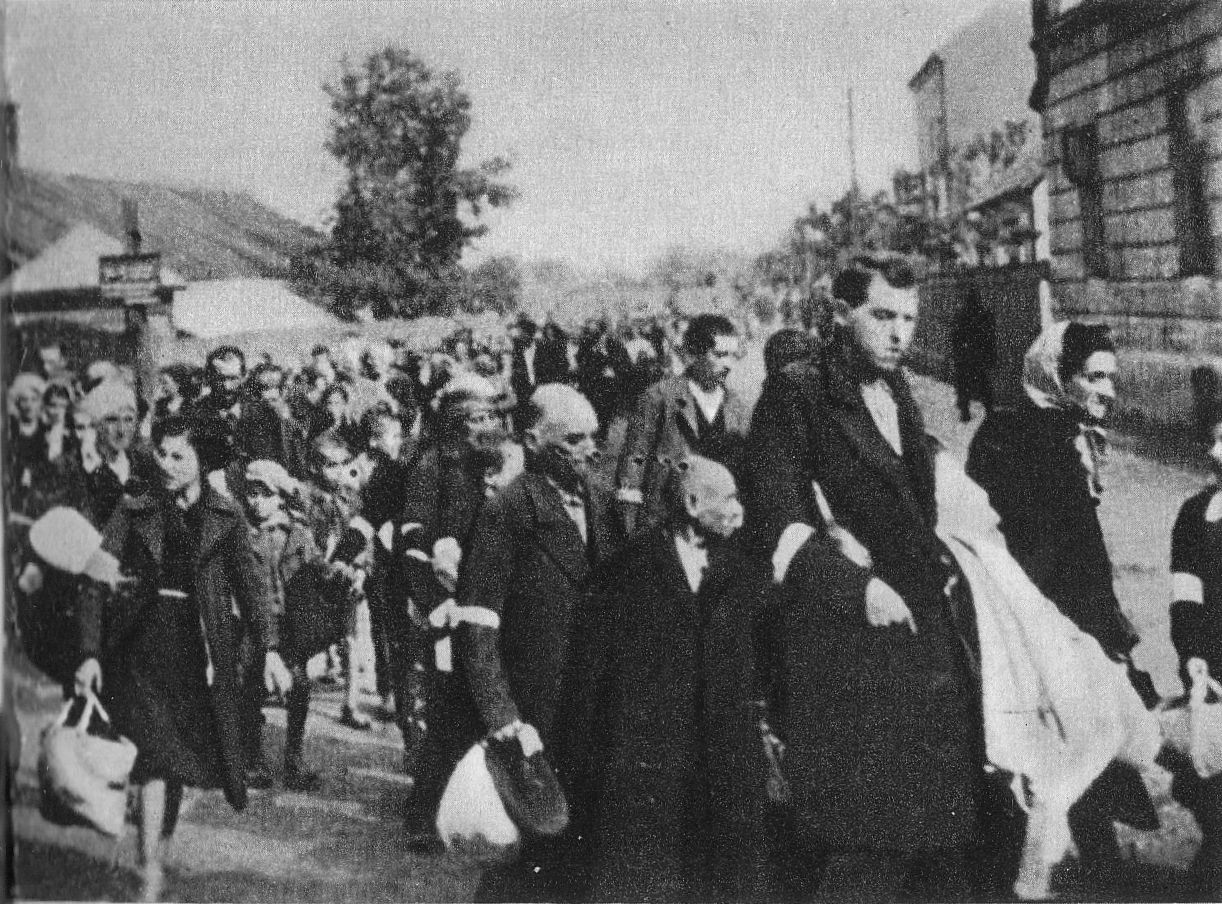
Deportacja Żydów z rzeszowskiego getta (1942)

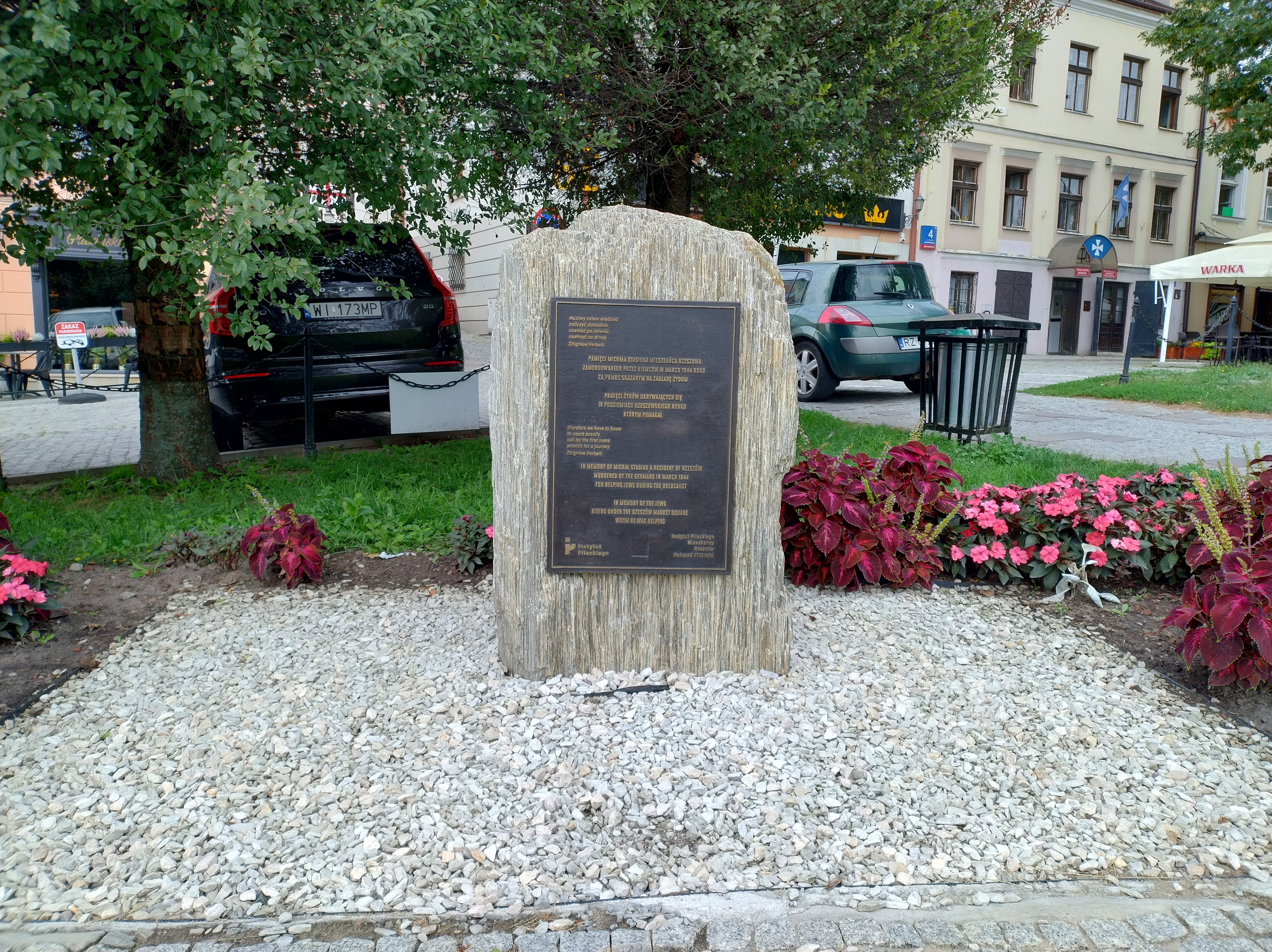
Kamień upamiętniający Michała Stasiuka na placu Cichociemnych (2024)

Michał Stasiuk (ur. 1890 w Jakimczycach, zm. w marcu 1944 w Rzeszowie) – Polak zamordowany przez Niemców za pomoc Żydom, Sprawiedliwy wśród Narodów Świata.

## Życiorys
Michał Stasiuk urodził się w 1890 roku w podlwowskich Jakimczycach. W czasie I wojny światowej przebywał w Chmielniku pod Rzeszowem. Ze związku z Wiktorią z domu Ciupak (1890–1962) miał synów: Mariana (1918–1985) i Franciszka Zygmunta (ur. 1923). Następnie rodzina przeniosła się do Rzeszowa, gdzie zamieszkała początkowo w kamienicy przy ul. Króla Kazimierza. Małżeństwo pracowało jako dozorcy kamienic.
W 1942 roku Stasiukowie mieszkali w okolicach rynku w Rzeszowie, u zbiegu ulic Juliusza Słowackiego i Jana Matejki. Niedaleko znajdowały się wejścia do służącego za kryjówkę systemu podziemi (zwanego „Bunkrem”). Stąd dom Stasiuków stał się punktem kontaktowym i przerzutowym Żydów. W pomoc zaangażowany był ich syn Marian, którego Niemcy wyznaczyli na dozorcę budynku rzeszowskiego Gestapo. Dzięki niemu udało się uciec i trafić do kryjówki dawnemu sąsiadowi Stasiuków – Lejzorowi Tornowi, który również wykorzystywany był przy administrowaniu tym samym budynkiem. Pierwotne wejście do systemu podziemi znajdowało się na rogu rynku pod kamienicą, w której mieściła się apteka „Pod Nadzieją”, od strony ul. Adama Mickiewicza. Zostało ono jednak zamurowane ze względów bezpieczeństwa, gdyż wiedziało o nim zbyt wiele osób. W „Bunkrze” ukrywało się blisko 40 osób, m.in. zbiegów z obozu pracy na Lisiej Górze i rzeszowskiego getta.
Mimo zachowywanej ostrożności pod koniec lutego 1944 pracujący w rejonie robotnicy przypadkiem natrafili na wejście do kryjówki. Sądząc, że została ona odkryta przez Niemców, ukrywający się tam Żydzi zaczęli ją opuszczać. Część z nich udała się do jedynego znanego im z możliwości uzyskania pomocy domu Stasiuków. Zostali tam zauważeni przez granatowych policjantów. Żydów po przesłuchaniu zamordowano, a Stasiukowie zostali aresztowani przez Gestapo. Mariana, z racji pełnienia funkcji dozorcy budynku Gestapo, oraz Wiktorię zwolniono. Michał Stasiuk został postawiony przed niemieckim sądem specjalnym. 22 marca 1944 roku rozwieszono w Rzeszowie plakaty informujące, że został on skazany na karę śmierci za pomoc elementom wrogim Rzeszy. Najpewniej został stracony kilka dni później na zamku rzeszowskim przez kata Gestapo, volksdeutscha Aloisa Zielińskiego.
Został pogrzebany prawdopodobnie w nieoznaczonej mogile na cmentarzu na Pobitnie. Zwłoki Żydów, którym pomagał, wywieziono na cmentarz żydowski w rejonie Czekaju.

## Upamiętnienie
19 czerwca 2019 roku Wiktoria i Michał Stasiukowie zostali wyróżnieni przez Instytut Jad Waszem tytułem „Sprawiedliwy wśród Narodów Świata”.
W 2022 Michał Stasiuk został upamiętniony tablicą pamiątkową na placu Cichociemnych w Rzeszowie oraz czasową wystawą w ramach organizowanego przez Instytut Pileckiego projektu Zawołani po imieniu.